# Deutsches Bauernkriegsmuseum Böblingen

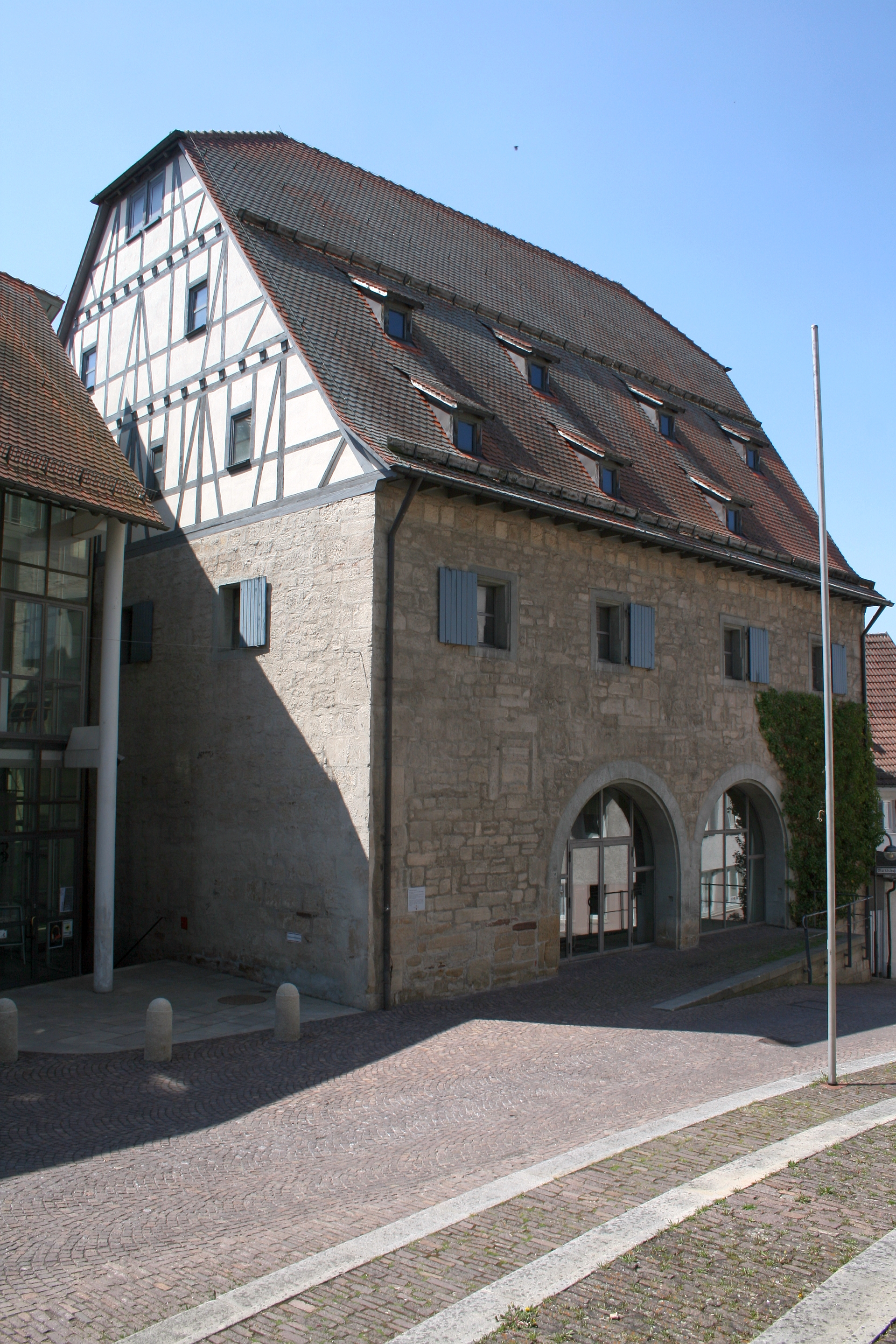
Deutsches Bauernkriegsmuseum Böblingen in der Zehntscheuer (2010)

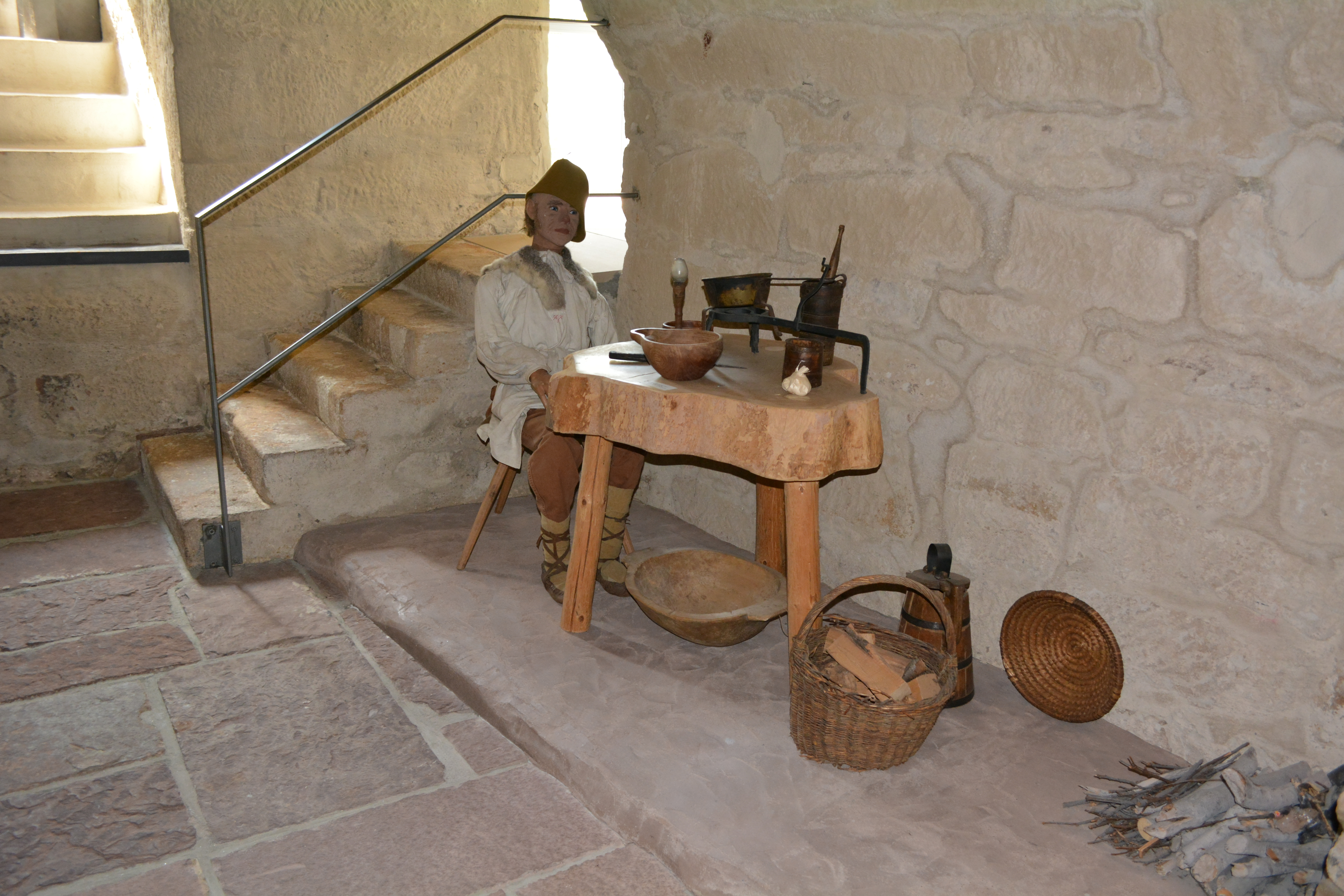
Deutsches Bauernkriegsmuseum Eingangsszene

Das Deutsche Bauernkriegsmuseum Böblingen ist in der sanierten Zehntscheuer zusammen mit der Städtischen Galerie Böblingen untergebracht. Das dem Deutschen Bauernkrieg von 1525 gewidmete Museum wurde 1988 eröffnet.

## Leitung
Das Museum wurde von dem Historiker Günter Scholz aufgebaut und viele Jahre geleitet. Von 2006 bis 2022 war Cornelia Wenzel Leiterin des Museums, diese Position wurde am 1. Juni 2022 von Lea Wegner übernommen.

## Ausstellung
Die Ausstellung dokumentiert die Protestzüge und Massenerhebungen der Bauern. Im Mittelpunkt steht dabei die Böblinger Entscheidungsschlacht vom 12. Mai 1525, bei der die Bauern blutig besiegt wurden. Die Ausstellung würdigt dabei die Bauernführer und ihre Strategien, beleuchtet Tatsachen und deren Hintergründe. Neben der Dokumentation des Kriegsgeschehens wird auch der bäuerliche Alltag näher beschrieben.
Das Museum bietet regelmäßig Sonderausstellungen an.